# 구라모치촌
구라모치촌(蔵持村)은 미에현 나가군에 있던 촌이다. 현재의 나바리시 중심부의 북방 일대에 해당한다.

## 역사
- 1889년 4월 1일 - 정촌제 시행에 의해 나가라군 구라모치촌이 성립하였다.
- 1896년 4월 1일 - 군제 시행에 의해 나가군으로 변경되었다.
- 1942년 5월 5일 - 나바리정에 편입해, 동일 구라모치촌은 폐지되었다.

## 교통

### 철도
- 간사이 급행전철 (현 긴키 닛폰 철도)
  - 이가선 (현 이가 철도 이가선)

## 참고문헌
- 가도카와 일본 지명 대사전 24 三重県